# حبر سري

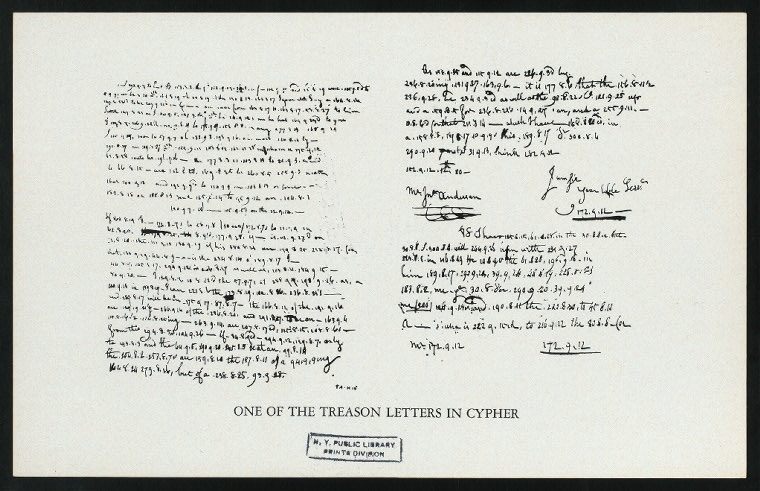

الحبر السري هو مادة للكتابة لايوجد فيه لون أو رائحة عند جفافه ويمكن إعادته للظهور بشكله الواضح بطريقة معينة .

## وسيلة الكتابة بالحبر السري
قلم حبر فارغ ونظيف ،ريشة، قلم ذو رأس كروي، قطعة خشبية مدببة.
ويمكن الكتابة على الحرير والقماش الأبيض أو الأسود وعلى الملابس من الداخل أيضا .

## الطرق العامة لكشف الحبر السري
- استعمال بخار اليود
- تعريض للحرارة بالكي
- استعمال محاليل كيميائية

## المادة المستخدمة في صناعته
المادة المستخدمة في صناعة الحبر السري هي كلوريد كوبلت المائي .
حيث يتم الكتابة بهذه المادة التي تتميز باللون الأحمر الوردي الذي لا يظهر عند الكتابة وعند تعرض الكتابة للحرارة تظهر باللون الأزرق وذلك لتحول كلوريد الكوبالت المائي (وردي اللون) إلى كلوريد الكوبالت اللامائي
(أزرق قاتم اللون) .

## وصلات خارجية
معلومات عن الحبر السري